# Les Rita Mitsouko

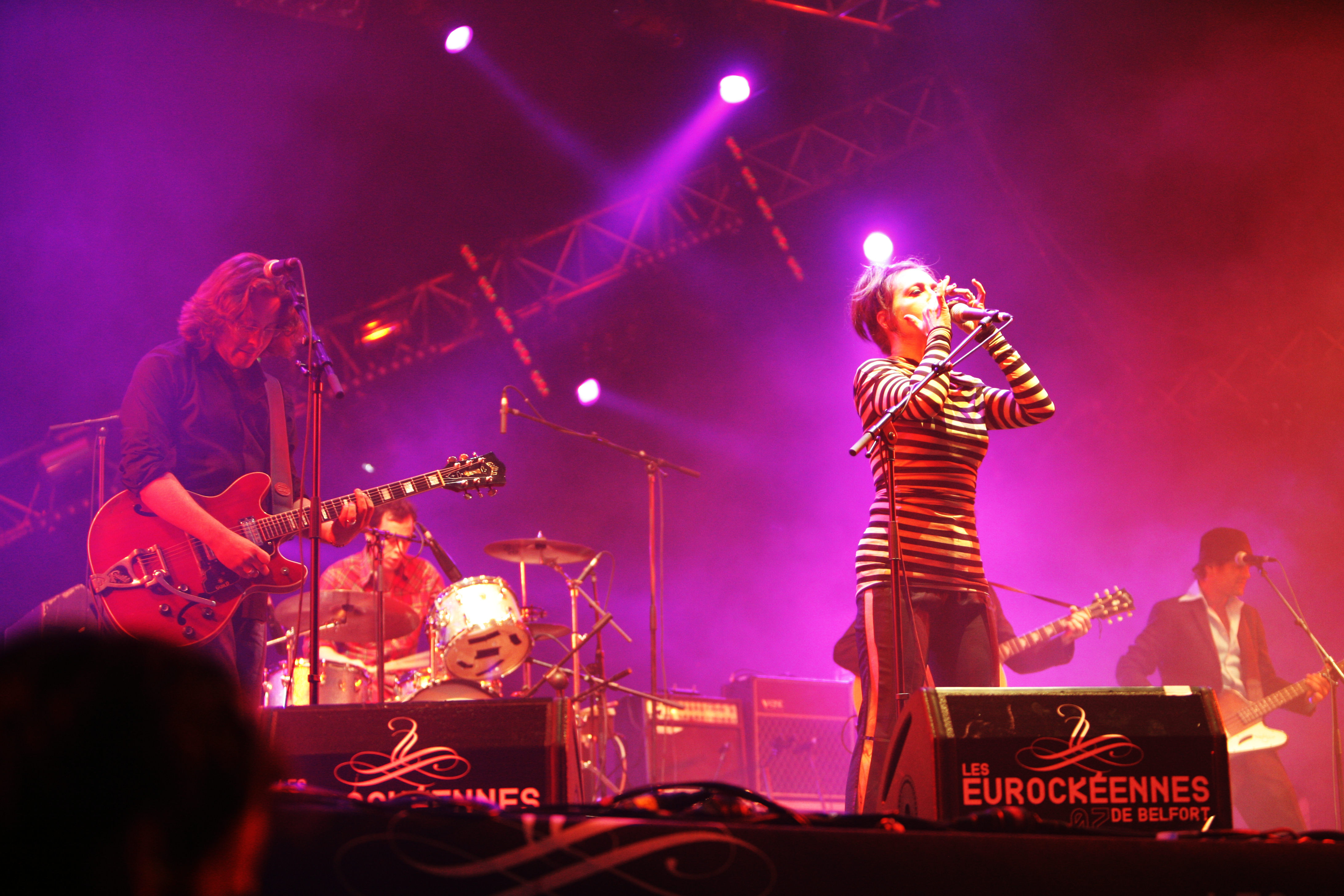
Les Rita Mitsouko in 2007

Les Rita Mitsouko was een Franse pop-rockgroep die in 1979 werd opgericht door Catherine Ringer en Fred Chichin. De muziek van de groep omvat een mix van punk, rock, pop, synthpop en jazz.

## Historie
De twee bandleden begonnen hun muzikale loopbaan op feesten in kraakpanden in Parijs, waar ze al snel een kleine groep fans wisten te verzamelen. Ze noemden zich aanvankelijk Les Spratz en vanaf 1980 Rita Mitsouko, waarbij 'Rita' verwees naar de muziek van Zuid-Amerika, terwijl 'mitsouko' Japans is voor "mysterie". Omdat vaak werd gedacht dat de naam alleen verwees naar de zangeres, noemden ze zich vervolgens Les Rita Mitsouko.
In 1984 namen ze in de studio van Conny Plank hun debuutalbum Rita Mitsouko op. Hiermee bereikte de groep een groter publiek in Frankrijk, mede door de single Marcia Baila die in 1985 werd uitgebracht. Ook de bijbehorende videoclip, waarin de bandleden uitgedost in rare kostuums muziek maakten, werd al snel populair. Het nummer was een hommage aan de Argentijnse danseres en choreografe Marcia Moretto, die in 1981 op jonge leeftijd stierf aan kanker. Chichin en Ringer hadden bij haar een dansopleiding gevolgd en wilden haar met dit nummer eren.
Met de opmerkelijke videoclip voor Marcia Baila was de toon gezet en veel van de clips van Les Rita Mitsouko werden geregisseerd door de clipregisseur Jean Baptiste Mondino. In 1986 volgde het tweede album, The No Comprendo. Het nummer C'est comme ça van dit album werd uiteindelijk het bekendste nummer van de groep en haalde de top-10 van de Franse hitlijsten. De videoclip bij het nummer laat een doorgedraaide aap zien die op zijn hotelkamer aan het zappen is, maar op elk kanaal het nummer van Les Rita Mitsouko tegenkomt.
In 1988 leverde het derde album Marc et Robert een bijzonder samenwerkingsverband op met de Amerikaanse groep Sparks. Het nummer Singing In The Shower werd ook buiten Frankrijk een bescheiden hit.
Na een periode van relatieve rust en het uitbrengen van een remixalbum wist Les Rita Mitsouko in 1994 weer tot een groter publiek door te dringen. Van het vierde officiële album, Systeme D, werd de single Y'a d' la haine uitgegeven, die opnieuw door een bijzondere videoclip werd gesteund. De clip werd door de kijkers van muziekzender MTV gekozen tot beste clip van het jaar, waardoor de groep meer bekendheid kreeg door heel Europa.

In de clip wordt Catherine Ringer al dansend door een aantal mensen geschopt en geslagen. Ook de visuele effecten in de clip droegen bij aan het succes van de single; Ringer staat tegen een ijzeren achtergrond die herhaaldelijk naar voren schiet in de vorm van een vuist en Ringer vastpakt. Vervolgens wordt ze als een propje papier fijngeknepen.
Het album Systeme D bevat ook een duet van Ringer met Iggy Pop, My Love Is Bad.
Na het succesvolle Systeme D had Les Rita Mitsouko een trouwe groep fans achter zich, maar de tijd van internationale hits was voorbij. In Frankrijk bleef het succes aanhouden. Er werden nog verscheidene albums uitgebracht, waaronder een verzamelalbum in 2001. Met de gezondheid van Fred Chichin, inmiddels de echtgenoot van Ringer, ging het echter bergafwaarts. Hij kreeg te maken met hepatitis C. In 2007 leek het weer de goede kant op te gaan met het album Variety, maar in oktober bleek Chichin te ziek te zijn om te kunnen optreden. Naast de hepatitis C werd bij Chichin kanker geconstateerd. Hij overleed in 2007.
Vanaf 2008 toerde Catherine Ringer onder eigen naam verder ('Catherine Ringer chante Les Rita Mitsouko and more').

## Albums
- Rita Mitsouko (1984)
- The No Comprendo (1986)
- Marc et Robert (1988)
- Re (1990, remixalbum)
- Système D (1993)
- Acoustiques (1996, liveconcert)
- Cool Frénésie (2000)
- Bestov (2001, album met hoogtepunten)
- La Femme Trombone (2002)
- Les Rita Mitsouko en concert avec l' Orchestre Lamoureux (2004)
- Variéty (2007, Franstalige versie), Variety (2007, Engelstalige versie)